# Semenów
Semenów (ukr. Семенів, Semeniw) – wieś na Ukrainie, w  obwodzie tarnopolskim,  w rejonie tarnopolskim.
Do 2020 w rejonie trembowelskim.